# Tribu de Aser

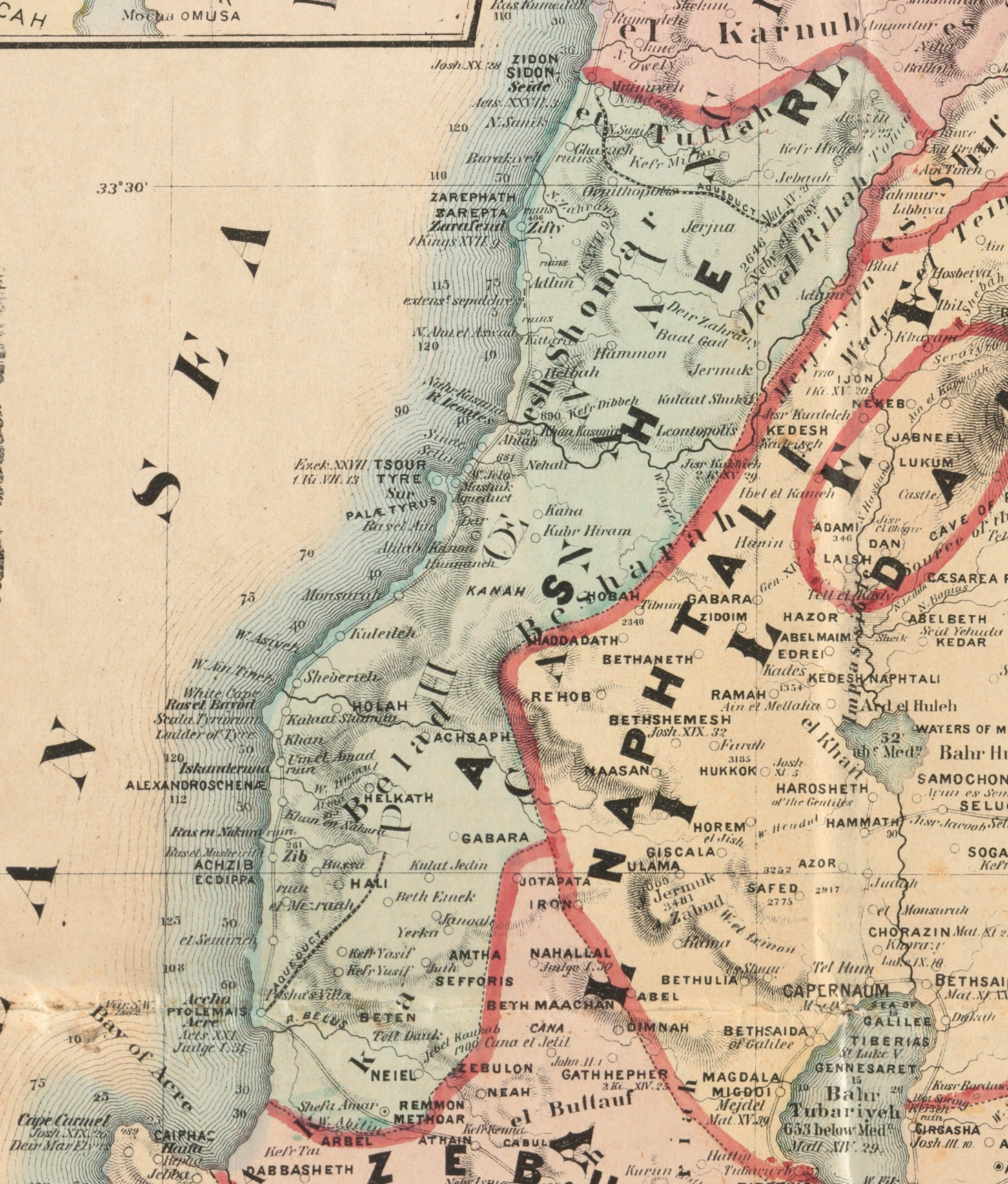
Territorio de Aser, mapa de 1873

Según la Biblia hebrea, la tribu de Aser era una de las doce tribus de Israel descendientes de Aser (אָשֵׁר 'Ašer 'Āšēr «el feliz»), el octavo hijo de Jacob. Es una de las diez tribus perdidas.

## Narrativa bíblica
Según el Libro de Josué, una vez completada la conquista de Canaán por las tribus israelitas, Josué repartió la tierra entre las doce tribus. Según el erudito bíblico Kenneth Kitchen, esta conquista debería datarse poco después del 1200 a. C. Esto se conoce como una «fecha tardía», mientras que la principal alternativa de alrededor del 1500 a. C. se conoce como la «fecha temprana» tanto para el Éxodo como para la conquista de Canaán. En oposición a ambos puntos de vista, muchos estudiosos críticos sostienen que la conquista de Josué tal y como se describe en el Libro de Josué nunca ocurrió.
En el relato bíblico, Josué asignó a Aser la parte occidental y costera de Galilea, una región con temperaturas relativamente bajas y mucha lluvia, lo que la convierte en una de las tierras más fértiles de Canaán, con ricos pastos, colinas boscosas y huertos; por ello, Aser se hizo especialmente próspera y conocida por su aceite de oliva.  La Bendición de Moisés parece profetizar esta asignación, aunque los críticos textuales consideran esto como una posdictio.
Desde después de la conquista de la tierra por Josué hasta la formación del primer Reino de Israel en alrededor de 1050 a. C., la tribu de Aser formó parte de una confederación laxa de tribus israelitas. No existía un gobierno central y, en tiempos de crisis, el pueblo estaba dirigido por figuras «ad hoc» conocidas como jueces (véase el Libro de los Jueces). Con el aumento de la amenaza de las incursiones filisteas, las tribus israelitas decidieron formar una monarquía centralizada y fuerte para hacer frente al desafío, y la tribu de Aser se unió al nuevo reino, que tuvo a Saúl como primer rey. Tras la muerte de Saúl, todas las tribus, excepto Judá, permanecieron leales a la Casa de Saúl y siguieron a su hijo Ish-bosheth, pero tras la muerte de Is-boset, la tribu de Aser se unió a las otras tribus israelitas del norte para proclamar rey de un Reino de Israel reunificado a David, que entonces era rey de Judá.
Con la adhesión de Roboam, nieto de David, en c. 930 a. C., las tribus del norte se separaron de la Casa de David para volver a formar un Reino de Israel como Reino del Norte. Aser siguió siendo miembro del nuevo reino hasta que Asiria conquistó su territorio en c. 723 a. C. y deportó a la población. Desde entonces, la tradición ha contado a la tribu de Aser como una de las Diez tribus perdidas de Israel.
El Nuevo Testamento describe a Ana, la profetisa, y a su padre, Fanuel, como pertenecientes a la tribu de Aser.

### Árbol genealógico
|       |       |       |       |       |       |  |  |        |        |        |        | Asher  | Asher  | Asher | Asher | Asher | Asher |       |       | Hadurah | Hadurah | Hadurah | Hadurah | Hadurah | Hadurah |        |        |         |         |         |         |                  |                  |                  |                  |                  |                  |  |  |  |  |  |  |  |  |  |  |  |  |  |  |  |  |  |  |  |  |  |  |  |  |  |  |
|       |       |       |       |       |       |  |  |        |        |        |        | Asher  | Asher  | Asher | Asher | Asher | Asher |       |       | Hadurah | Hadurah | Hadurah | Hadurah | Hadurah | Hadurah |        |        |         |         |         |         |                  |                  |                  |                  |                  |                  |  |  |  |  |  |  |  |  |  |  |  |  |  |  |  |  |  |  |  |  |  |  |  |  |  |  |
|       |       |       |       |       |       |  |  |        |        |        |        |        |        |       |       |       |       |       |       |         |         |         |         |         |         |        |        |         |         |         |         |                  |                  |                  |                  |                  |                  |  |  |  |  |  |  |  |  |  |  |  |  |  |  |  |  |  |  |  |  |  |  |  |  |  |  |
|       |       |       |       |       |       |  |  |        |        |        |        |        |        |       |       |       |       |       |       |         |         |         |         |         |         |        |        |         |         |         |         |                  |                  |                  |                  |                  |                  |  |  |  |  |  |  |  |  |  |  |  |  |  |  |  |  |  |  |  |  |  |  |  |  |  |  |
| Imnah | Imnah | Imnah | Imnah | Imnah | Imnah |  |  | Ishvah | Ishvah | Ishvah | Ishvah | Ishvah | Ishvah |       |       | Ishvi | Ishvi | Ishvi | Ishvi | Ishvi   | Ishvi   |         |         | Beriah  | Beriah  | Beriah | Beriah | Beriah  | Beriah  |         |         | Serah (daughter) | Serah (daughter) | Serah (daughter) | Serah (daughter) | Serah (daughter) | Serah (daughter) |  |  |  |  |  |  |  |  |  |  |  |  |  |  |  |  |  |  |  |  |  |  |  |  |  |  |
| Imnah | Imnah | Imnah | Imnah | Imnah | Imnah |  |  | Ishvah | Ishvah | Ishvah | Ishvah | Ishvah | Ishvah |       |       | Ishvi | Ishvi | Ishvi | Ishvi | Ishvi   | Ishvi   |         |         | Beriah  | Beriah  | Beriah | Beriah | Beriah  | Beriah  |         |         | Serah (daughter) | Serah (daughter) | Serah (daughter) | Serah (daughter) | Serah (daughter) | Serah (daughter) |  |  |  |  |  |  |  |  |  |  |  |  |  |  |  |  |  |  |  |  |  |  |  |  |  |  |
|       |       |       |       |       |       |  |  |        |        |        |        |        |        |       |       |       |       |       |       |         |         |         |         |         |         |        |        |         |         |         |         |                  |                  |                  |                  |                  |                  |  |  |  |  |  |  |  |  |  |  |  |  |  |  |  |  |  |  |  |  |  |  |  |  |  |  |
|       |       |       |       |       |       |  |  |        |        |        |        |        |        |       |       |       |       |       |       | Heber   | Heber   | Heber   | Heber   | Heber   | Heber   |        |        | Malkiel | Malkiel | Malkiel | Malkiel | Malkiel          | Malkiel          |                  |                  |                  |                  |  |  |  |  |  |  |  |  |  |  |  |  |  |  |  |  |  |  |  |  |  |  |  |  |  |  |

## Territorio

Mapa de las doce tribus de Israel; Aser está sombreado en verde, en el norte

A pesar de la conexión con esta región geográfica general, es difícil determinar a partir de la Torá los límites exactos de la tribu, hasta el punto de que ni siquiera se sabe con certeza si Aser tuvo un territorio continuo.  Los lugares que, según la Biblia, se asignaron a Aser, y cuyas ubicaciones se han identificado desde entonces, parecen ser una distribución dispersa de asentamientos en lugar de una región tribal compacta y bien definida. Quizás debido a la situación de que su territorio estaba en la zona controlada por Fenicia, Aser parece, a lo largo de su historia, haber estado bastante desconectado de las otras tribus de Israel; además, parece haber participado poco en el antagonismo retratado en la Torá entre los cananeos y las otras tribus, por ejemplo en la guerra que involucró a Barac y Sísara.
Parece que una parte de la tribu residía en el centro de Efraín. 
Los estudiosos críticos generalmente concluyen que Aser estaba formado por ciertos clanes que estaban afiliados a partes de la confederación tribal israelita, pero que nunca se incorporaron al cuerpo político.  Otro indicio de esto es que Aser, junto con Rubén y Gad (también separados), son las únicas tribus de las que no se ha identificado a ninguna persona por su nombre después de la conquista, y Aser y Gad son las únicas tribus que no se mencionan en la lista de jefes de tribus en 1 Crónicas 27.

### Lugares
- Allammelech - un lugar bíblico descrito en el Libro de Josué.[13]

## Inmigración
Judíos etíopes, también conocidos como Beta Israel, afirman descender de la tribu de Dan, cuyos miembros emigraron hacia el sur junto con miembros de las tribus de Gad, Aser y Neftalí, al Reino de Kush, ahora Etiopía y Sudán, durante la destrucción del Primer Templo.